# オグニェン・コロマン
オグニェン・コロマン（セルビア語: Огњен Короман, ラテン文字表記: Ognjen Koroman, 1978年9月19日 - ）は、ユーゴスラビア（現ボスニア・ヘルツェゴビナ）・パレ出身の元セルビア・モンテネグロ代表サッカー選手。現役時代のポジションはミッドフィールダー。
Kリーグ時代の登録名はコロマン（ハングル: 코로만）。

## 経歴

### クラブ
ユーゴスラビア社会主義連邦共和国の構成国だったボスニア・ヘルツェゴビナ社会主義共和国のパレで生まれる。1997年にFKラドニチュキ1923に入団して選手キャリアをスタート。2002年にOFKベオグラードからロシアのFCディナモ・モスクワへ移籍し、活躍の場をロシアサッカー・プレミアリーグへと移す。
2006年1月、FCテレク・グロズヌイからイングランドのポーツマスFCへレンタル移籍。2005-06シーズン最終戦となったリヴァプールFC戦では得点を決めている。同年8月、ポーツマスと長期のレンタル契約を結んだが、多くの結果を残す事は出来なかった。
2007年2月6日に母国のレッドスター・ベオグラードと7ヶ月間のレンタル契約を結ぶ。契約満了後の同年8月にレッドスターと1年契約を結ぶと、デヤン・ミロヴァノヴィッチに代わって主将を務め、2006-07シーズンにはセルビア・スーペルリーガとセルビアカップの二冠獲得に貢献した。
2009年6月にレッドスターを退団し、イリヤ・ペトコヴィッチが監督を務める韓国の仁川ユナイテッドFCにレンタル移籍した。
2011年6月3日、ロシアのクリリヤ・ソヴェトフ・サマーラへ2年半の契約で復帰した。

### 代表
セルビア・モンテネグロ代表としては2002年にデビューを果たし、2006年の2006 FIFAワールドカップではグループリーグのアルゼンチン戦とオランダ戦の2試合に出場した。セルビア・モンテネグロ代表の後継であるセルビア代表としてもプレーするなど国際Aマッチ36試合に出場し1得点を記録した。

## 代表歴

### 出場大会
- ユーゴスラビア代表
- セルビア・モンテネグロ代表
  - 2006 FIFAワールドカップ
- セルビア代表

### 試合数
- 国際Aマッチ 7試合 0得点（ユーゴスラビア代表、2002年）[4]
- 国際Aマッチ 20試合 1得点（セルビア・モンテネグロ代表、2002年-2006年）[4]
- 国際Aマッチ 9試合 0得点（セルビア代表、2006年-2007年）[4]

| ユーゴスラビア代表 | 国際Aマッチ | 国際Aマッチ |
| 年                 | 出場        | 得点        |
| ------------------ | ----------- | ----------- |
| 2002               | 7           | 0           |
| 通算               | 7           | 0           |

| セルビア・モンテネグロ代表 | 国際Aマッチ | 国際Aマッチ |
| 年                         | 出場        | 得点        |
| -------------------------- | ----------- | ----------- |
| 2002                       | 1           | 0           |
| 2003                       | 0           | 0           |
| 2004                       | 5           | 1           |
| 2005                       | 10          | 0           |
| 2006                       | 4           | 0           |
| 通算                       | 20          | 1           |

| セルビア代表 | 国際Aマッチ | 国際Aマッチ |
| 年           | 出場        | 得点        |
| ------------ | ----------- | ----------- |
| 2006         | 6           | 0           |
| 2007         | 3           | 0           |
| 通算         | 9           | 0           |

## タイトル

### クラブ
レッドスター
- セルビア・スーペルリーガ : 2006-07
- セルビア・カップ : 2006-07

### 個人
- セルビア・スーペルリーガ・オールスターチーム : 2008-09